# Blåbergssjön
Blåbergssjön är en sjö i Bjurholms kommun i Ångermanland och ingår i Lögdeälvens huvudavrinningsområde. Sjön har en area på 0,333 kvadratkilometer och ligger 248 meter över havet. Blåbergssjön ligger i Lögdeälven Natura 2000-område.

## Delavrinningsområde
Blåbergssjön ingår i det delavrinningsområde (709413-164740) som SMHI kallar för Utloppet av Blåbergssjön. Medelhöjden är 292 meter över havet och ytan är 6,06 kvadratkilometer. Det finns inga avrinningsområden uppströms utan avrinningsområdet är högsta punkten. Vattendraget som avvattnar avrinningsområdet har biflödesordning 3, vilket innebär att vattnet flödar genom totalt 3 vattendrag innan det når havet efter 81 kilometer. Avrinningsområdet består mestadels av skog (86 procent). Avrinningsområdet har 0,33 kvadratkilometer vattenytor vilket ger det en sjöprocent på 5,5 procent.